# Theater von Halikarnassos

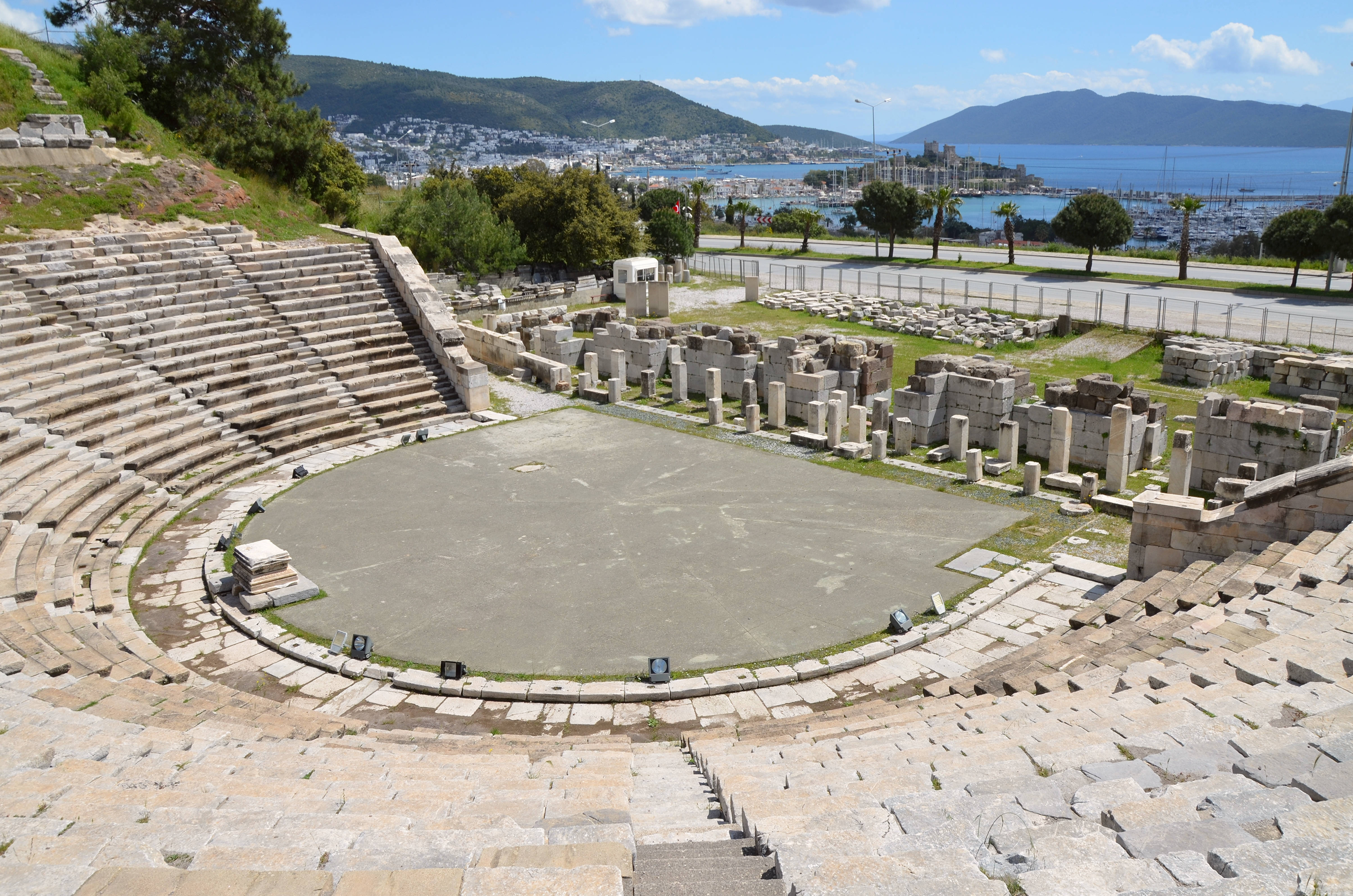
Theater von Halikarnassos, im Hintergrund das St. Peter Kastell von Bodrum, 2009.

Das Theater von Halikarnassos (türkisch Bodrum Antik Tiyatrosu) ist ein in die 1. Hälfte des 3. Jahrhunderts v. Chr. oder in das späte 2. Jahrhundert v. Chr. datiertes Theater der griechischen Antike in Halikarnassos, dem heutigen Bodrum, Türkei.

## Geschichte
Das Theater von Halikarnassos wurde in hellenistischer Zeit gebaut, sein Proskenion in römischer Zeit (2. Jahrhundert n. Chr.) umgestaltet. Der Zuschauerraum, das sogenannte Koilon, hatte eine Breite von 86 Metern, der Durchmesser der Orchestra betrug 18 Meter. Die zu errechnende Zuschauerkapazität betrug etwa 10.000 bis 13.000 Personen.
Das in den 1970er und 1990er Jahren vom türkischen Ministerium für Kultur und Tourismus renovierte Theater bietet kulturelle Veranstaltungen wie das Bodrum International Ballet Festival sowie Konzerte türkischer und internationaler Künstler. Die heutige Sitzkapazität des Theaters beträgt 10.000 Personen.

## Galerie

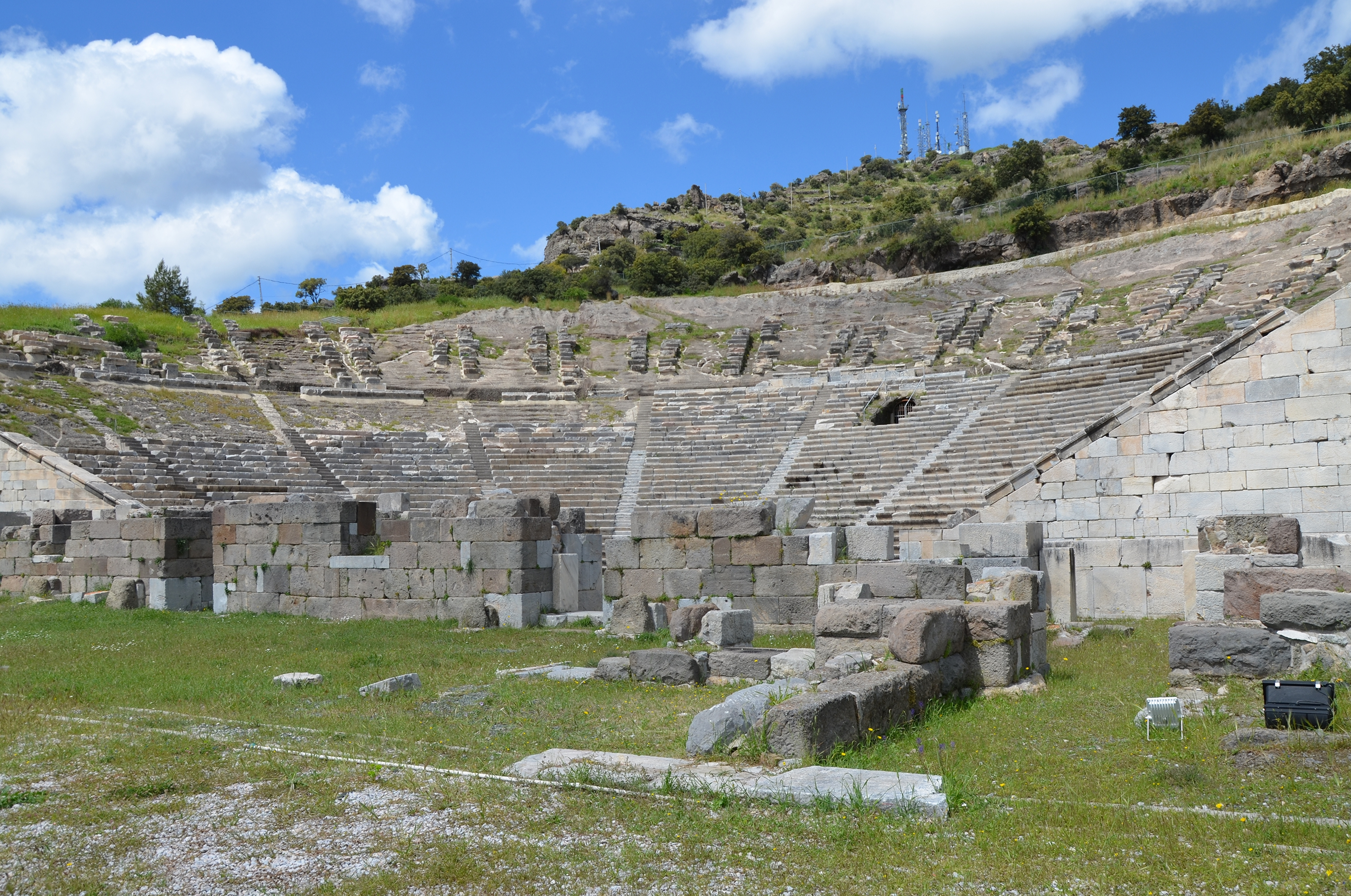
Theater, 2015
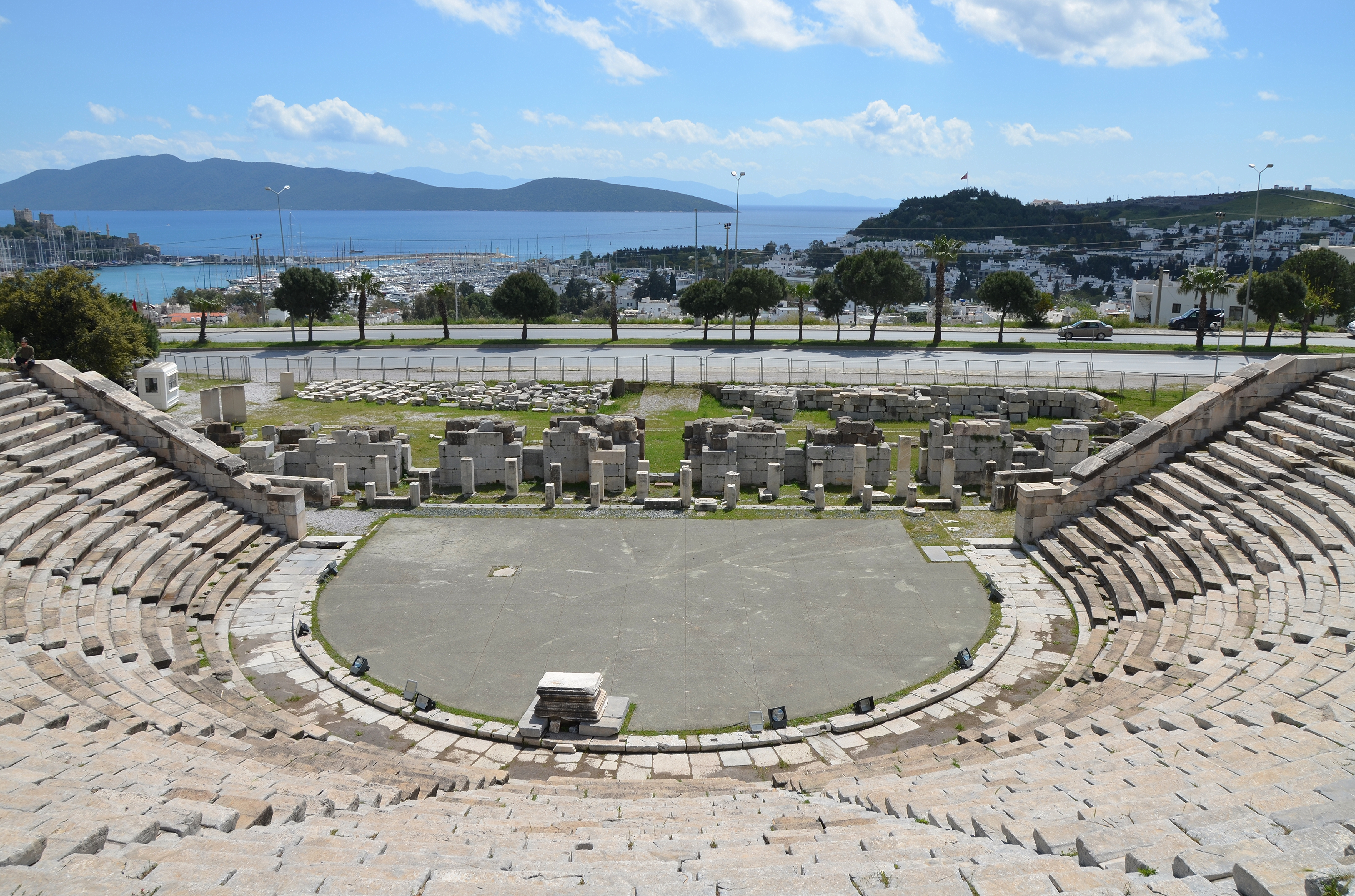
Theater, 2015
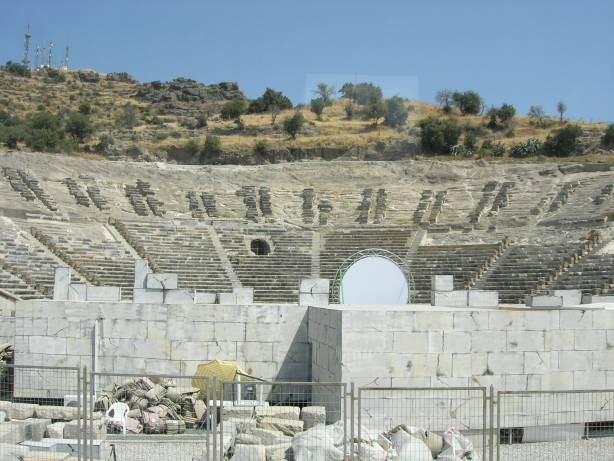
Theater, 2005